# یواس‌اس لانسدال (دی‌دی-۴۲۶)
یواس‌اس لانسدال (دی‌دی-۴۲۶) (به انگلیسی: USS Lansdale (DD-426)) یک کشتی بود که طول آن ۳۴۷ فوت ۱۱ اینچ (۱۰۶٫۰۵ متر) بود. این کشتی در سال ۱۹۳۹ ساخته شد.